# Engster
Engster, auch Engisthare, war ein italienisches Volumenmaß für Flüssigkeiten in Venedig und war ein Weinmaß.
- 1 Engster = 1/5 Seidel (Wiener = 353,681 Milliliter) = 70,74 Milliliter